# Драгал
Драгал (на сръбски: Dragalj) е село в Черна гора, разположено в община Котор. Населението му според преброяването през 2011 г. е 27 души.

## Население
Численост на населението според преброяванията през годините:
- 1948 – 257 души
- 1953 – 258 души
- 1961 – 203 души
- 1971 – 136 души
- 1981 – 96 души
- 1991 – 36 души
- 2003 – 32 души
- 2011 – 27 души